# 布兰特 (南达科他州)
布兰特（英語：Blunt），是美国南达科他州下属的一座城市。根据2010年美国人口普查，该市有人口359人。论人口在本州排行第144。